# Giovanni Fabbian
Giovanni Fabbian (Camposampiero, Italia, 14 de enero de 2003) es un futbolista italiano que juega como centrocampista en el Bologna F. C. 1909 de la Serie A de Italia.

## Trayectoria
En julio del 2022 se unió al Reggina 1914.
Debutó profesionalmente el 14 de agosto en la victoria ante el S.P.A.L. por la primera jornada de la Serie B, anotó su primer gol el 28 de agosto ante el FC Südtirol.

## Estadísticas

### Clubes
Actualizado al último partido disputado el 5 de noviembre de 2024.
| Club                        | Div.          | Temporada     | Liga  | Liga  | Liga   | Copas nacionales | Copas nacionales | Copas nacionales | Copas internacionales | Copas internacionales | Copas internacionales | Total | Total | Total  |
| Club                        | Div.          | Temporada     | Part. | Goles | Asist. | Part.            | Goles            | Asist.           | Part.                 | Goles                 | Asist.                | Part. | Goles | Asist. |
| --------------------------- | ------------- | ------------- | ----- | ----- | ------ | ---------------- | ---------------- | ---------------- | --------------------- | --------------------- | --------------------- | ----- | ----- | ------ |
| Reggina 1914 · Italia       | 2.ª           | 2022-23       | 37    | 8     | 1      | 1                | 0                | 0                | —                     | —                     | —                     | 38    | 8     | 1      |
| Reggina 1914 · Italia       | Total club    | Total club    | 37    | 8     | 1      | 1                | 0                | 0                | 0                     | 0                     | 0                     | 38    | 8     | 1      |
| Bologna F. C. 1909 · Italia | 1.ª           | 2023-24       | 27    | 5     | 2      | 2                | 0                | 0                | —                     | —                     | —                     | 29    | 5     | 2      |
| Bologna F. C. 1909 · Italia | 1.ª           | 2024-25       | 9     | 1     | 0      | 0                | 0                | 0                | 4                     | 0                     | 0                     | 13    | 1     | 0      |
| Bologna F. C. 1909 · Italia | Total club    | Total club    | 36    | 6     | 2      | 2                | 0                | 0                | 4                     | 0                     | 0                     | 42    | 6     | 2      |
| Total carrera               | Total carrera | Total carrera | 73    | 14    | 3      | 3                | 0                | 0                | 4                     | 0                     | 0                     | 80    | 14    | 3      |

## Palmarés

### Títulos nacionales
| Título      | Club               | País   | Año  |
| ----------- | ------------------ | ------ | ---- |
| Copa Italia | Bologna F. C. 1909 | Italia | 2025 |